# 鍵山秀三郎
鍵山 秀三郎（かぎやま ひでさぶろう、1933年8月18日 - 2025年1月2日）は、株式会社ローヤル（現 イエローハット）の創業者。創業以来続けている「掃除」運動が内外に広がった。NPO法人「日本を美しくする会」（「日本を美しくする会・掃除に学ぶ会」）の創唱者で相談役でもある。

## 人物
1953年（昭和28年）に自動車業界に入る。当時の自動車業界は、職場や社員なども含め業界全体が粗野な面があり、鍵山が就職した自動車部品販売店でも一般ユーザーの来店などは期待できない状態であった。鍵山は就職した職場でこうした環境を変える必要を感じ、トイレ掃除を始める。このため当初は、社内ハラスメントにもあったが、職場や店舗が清潔になったことで客層がよくなり、ディック・ミネ、森繁久彌などの有名人も来店するほどとなる。同時に従業員のモラルも向上した。当時の自動車用品業界は降雪期にはタイヤチェーンの価格を10倍、20倍にするなどの不透明な販売方法が主流であったが、鍵山はそうした体質に疑問を感じ、 1961年に独立すると、イエローハットの前身であるローヤルを始める。
高度成長期の当時は人手不足が深刻で、自動車業界の就業者には、渡り鳥的な荒らくれ者が多かった。鍵山はそうした社員の心を穏やかにする目的で、自ら態度で示す方法としてトイレ掃除を取り入れた。平日の掃除は業務時間外の深夜か早朝になるため、夜中に泥棒と間違えられ警察に踏み込まれる経験をしたり、日曜には家族4人総出で洗車を行ったりした。それでも簡単に社員の意識が変わったわけではなく、むしろ社員からはあてつけがましいと批判されることもあり、自発的に社員が手伝うようになるのは10年以上を要した。12年が経ったころにようやく社員が自発的に掃除や洗車を始めるようになる。その後、掃除に参加する社員が少しずつ増えていく。さらに10年後には、ほとんどの社員が早朝から洗車をしたり、会社と近隣の道路の清掃を始め、周囲からも評判がよくなる。

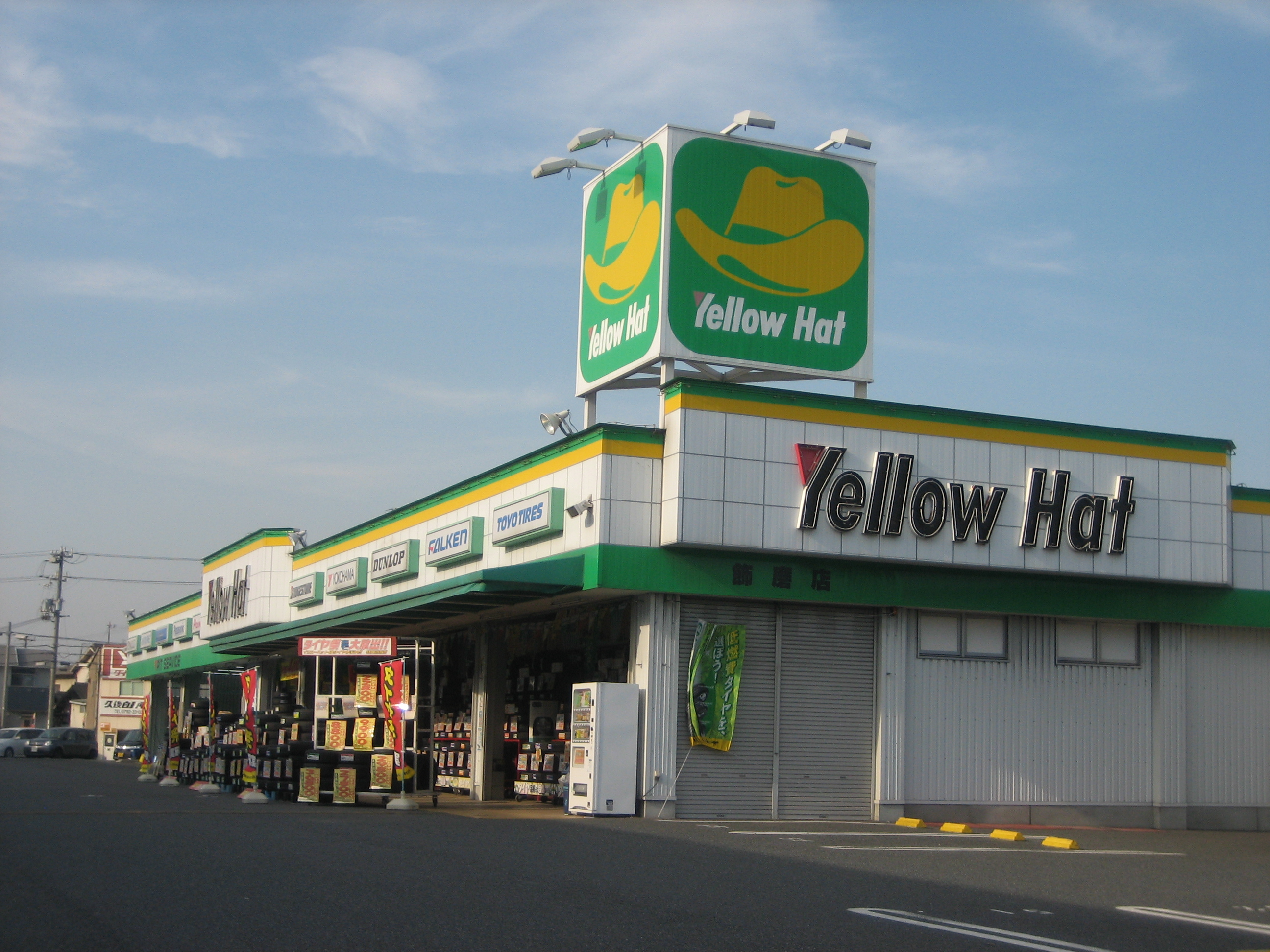
2010年当時のイエローハット店舗

この経験から鍵山は「凡事徹底」を提唱し始め「物を整理し掃除することは頭を掃除することでもあり、ムダや汚れに気づくようになる」との考えを抱くにいたる。社員の掃除活動はその後、社外にまで広がりを見せ、会社から半径2.5㎞の道路、公園のごみ拾いに始まり、10種類以上に及ぶ資源ごみに細かく分類する作業にまで及んだ。さらに、ごみ専用倉庫の建設、企業収益の一部を社会へ還元する動きにまで発展させる。1991年（平成3年）には、鍵山とその賛同者35名による「日本を美しくする会」が発足。掃除実践隊である「掃除に学ぶ会」はその後、全国122か所のほか、中国、台湾、ブラジル、ニューヨークなど海外にまで広がり、マスメディアの取材も盛んになる。
鍵山がトイレ掃除をする際には必ず素手で行うが、鍵山によれば、その理由は素手が最も合理的に便器を磨き上げられためである。どろどろの汚水も一度触ってしまえばうそのように躊躇は消えるという。広島では暴走族の若者に「なんだ、勇気ないな」と呟いたところ、負けず嫌いの彼らが競って茶色く汚れた便器を掴み、ピカピカになるまで磨きだしたというエピソードを残す。ホテル宿泊時にも洗面用具一式は持参し、備品は使わず私生活でもリサイクルを実践し、ごみの排出を抑え、ボールペンは替え芯を使い1本のみであるという。
掃除はイエローハットの社風に大きな影響を与えた。鍵山は、会社には職務規定や就業規定があっても、それらをしっかり読む社員などいない。社員は職務規定に従って仕事をするのではなく、社風に従って仕事をするのであって、社風が向上すれば自然と行動もよくなり、それが顧客への信頼につながると考えている。事実、イエローハットでは設立15年目くらいから客の認知度は向上し、評価されるとともに社員が自信を持ち発展の基盤が固まったとされる。
2014年（平成26年）10月1日、日本会議の主導の下、憲法改正を目指す団体「美しい日本の憲法をつくる国民の会」の設立総会が永田町の憲政記念館で開かれた。鍵山は日本会議副会長の田中恆清らとともに代表発起人に名を連ねた。

## 経歴
- 1933年（昭和8年） - 8月18日、東京都千代田区に父、孝三郎、母、かなゑの元、三男二女の末っ子として生まれる。
- 1952年（昭和27年）  - 疎開先であった岐阜県の岐阜県立東濃高等学校を卒業。中学校の代用教員を一時期勤める。
- 1953年（昭和28年） - デトロイト商会に入社。
- 1959年（昭和34年） - 2月1日、結婚。
- 1961年（昭和36年） - デトロイト専務取締役退任、東京都千代田区麹町にて自動車用品及び付属用品販売のローヤルを個人創業。当初は欲しい商品は全く手に入らず、メーカーの人気のない在庫品を借り受け自転車で売り歩いた。
- 1962年（昭和37年） - 株式会社に改組、株式会社ローヤル(資本金2,000,000)設立。代表取締役社長就任。
- 1965年（昭和40年） - 仙台営業所を開設（現在のイエローハット北海道・東北支店）。
- 1966年（昭和41年） - 名古屋営業所、大阪営業所開設。
- 1967年（昭和42年） - 6月、東京都千代田区三番町9番地に本店を移転、同地に東京営業所（現 関東支店）を開設。8月、関東地区のガソリンスタンド卸部門を分離し、コーナーローヤルを設立。
- 1969年（昭和44年） - 大規模小売店にカーコーナーを開設。エンドユーザーへの販売を開始。
- 1975年（昭和50年） - 11月、直営店舗第1号店のイエローハット宇都宮南店を開設。
- 1976年（昭和51年） - 東京都大田区北千束に本社を移転。ショッピングセンターの卸売りから撤退し、小売りを始める。これが現在のカー用品店「イエローハット」の原形となる。
- 1994年（平成4年） - 12月、創立30周年、イエローハット200店舗達成。同年、障害者雇用優良事業所として東京都知事表彰受賞。
- 1993年（平成5年）- NPO法人『日本を美しくする会』を発足。
- 1997年（平成9年） - 社名を㈱イエローハットに商号変更。
- 1998年（平成10年） - 社長を退任、相談役に就任する。
- 2008年（平成20年） - 同相談役を辞任。
- 2025年（令和7年） - 1月2日、死去[8]。91歳没。

(出典)

## 著書
- 『凡事徹底』1994年11月（致知出版社刊）ISBN 4-884743482
- 『ひとつ拾えば、ひとつだけきれいになる―心を洗い、心を磨く生き方』2006年6月（PHP研究所）ISBN 4-569652352
- 『鍵山秀三郎語録』（2011年9月 致知出版社刊）ISBN 4-884745523
- 『小さな実践の一歩から』（2011年9月 致知出版社刊）ISBN 4-884746341
- 『掃除に学んだ人生の法則』（2011年9月 致知出版社刊）ISBN 4-884746724
- 『あとからくる君たちへ伝えたいこと』（2011年9月 致知出版社刊）ISBN 4-884747313
- 「ローヤル劇場 てんびんの詩」3部作 企画及びスポンサーとして
- 『すぐに結果を求めない生き方 ほんとうの幸せは目に見えない』2017年8月（PHP研究所）ISBN 4-569838545
- 『二度とない人生を生きるために いつでもどこでも精一杯』2018年1月（共著、PHP研究所）ISBN 4-569838820